# 라트비아의 국기

라트비아의 국기 비율 1:2

라트비아의 국기는 1990년 2월 27일에 제정되었다. 가로세로 비율은 1:2이며, 띠의 비율은 2:1:2이다.
1282년 외부 침략자에 맞서 싸울 때 리보니아인들의 부족이 사용한 것에서 유래한다. 카민은 전쟁 과정에서 흘린 국민의 피와 조국 수호에 대한 단호한 결의를, 하양은 자유로운 시민의 성실함, 진실과 정의와 자유를 의미한다.
1918년 11월 18일 독립을 선언한 이후 1922년에 처음으로 국기로 제정되었다. 그러나 1940년 8월에 소련이 불법 점령(발트 3국 측의 공식적인 입장)을 한 이후에는 사용을 금지당했으며, 이후 1990년 2월 27일에 다시 국기로 공식 제정되었다.

## ‎규격과 색상
라트비아의 국기 규격과 색상은 다음과 같다.

라트비아의 국기 규격

| 색상 | 카민                | 하양                  |
| ---- | ------------------- | --------------------- |
| RGB  | 158–48–57 (#9E3039) | 255–255–255 (#FFFFFF) |

## 여러 가지 기

해군기
국적기
대통령기
총리기
의장기
국방장관기

## 과거의 기

라트비아 소비에트 사회주의 공화국의 국기 (1940년-1953년)
라트비아 소비에트 사회주의 공화국의 국기 (1953년-1990년)

## 같이 보기
- 라트비아의 국장